# Village (Band)
Village war eine britische Rockband, die 1967 von Peter Bardens (Keyboards, Gesang) nach der Auflösung von Shotgun Express gegründet wurde. Die beiden anderen Mitglieder des Trios waren Bruce Thomas (Bass) und Bill Porter (Schlagzeug).
Village spielte einen Jazz-orientierten Progressive Rock. 1969 waren sie die Vorgruppe von Chicago bei deren Auftritt in der Royal Albert Hall. Sie nahmen eine Single auf, Man In The Moon, Rückseite Long Time Coming, angeblich die erste britische Stereo-Single.
1971 löste sich die Band auf. Bardens spielte danach bei Camel, Thomas bei Quiver.